# Börtingbergets naturreservat
Börtingbergets naturreservat är ett naturreservat i Åsele kommun i Västerbottens län.
Området är naturskyddat sedan 2020 och är 1400 hektar stort. Reservatet ligger sydväst om Lycksele och består av granurskog på sex bergstoppar.